# Завадский, Василий Платонович
Василий Платонович Завадский (1891 — 1972) — советский промышленный и государственный деятель. Герой Труда (1922).

## Биография
Родился в 1891 году в Воронеже.
Трудовую деятельность начал в 1904 году литейщиком на машиностроительном заводе «Столль и К°» (основатель завода — Столль В. Г.). После Октябрьской революции участвовал в становлении советской власти в Воронежской губернии. С 1919 года является членом ВКП(б)/КПСС. Встречался с В. И. Лениным.
В разные годы возглавлял Воронежские заводы им. Коминтерна и машиностроительный им. Ленина (1931—1936 годы), а также Воронежское областное государственное объединение «Воронежснабсбыт». В 1922 году ему было присвоено звание «Герой труда». Во второй половине  1930-х годов Завадский находился на партийной работе. В 1937 году из областного комитета ВКП(б) перешел на должность начальника Воронежского областного управления «Союзнефтесбыта», проработав на этом посту до 20 августа 1940 года, когда был назначен председателем Воронежского горисполкома (был освобождён от этой должности 28 февраля 1942 года). В 1940-е годы В. П. Завадский работал председателем исполкома Воронежского горсовета, председателем ревизионной комиссии обкома ВКП(б). Выйдя на пенсию, был персональным пенсионером союзного значения.
Умер в 1972 году. Похоронен на аллее Героев Коминтерновского кладбища Воронежа (было закрыто в 1970 году).
В воронежском Государственном партийном архиве КПСС хранились документы, относящиеся к В. П. Завадскому (14 единиц хранения, период с 1917 по 1972 годы). В настоящее время они находятся в Государственном архиве Воронежской области.

## Награды
- Герой Труда (1922).
- Был награждён орденами и медалями СССР.